# Puente Britannia
El puente Britannia (en inglés Britannia Bridge; en galés Pont Britannia) es una estructura metálica que cruza sobre el estrecho de Menai entre las islas de Anglesey y Gran Bretaña. Originalmente era un puente tubular de cuatro vanos, formado por pares de vigas gemelas en forma de cajón rectangular de hierro forjado, aunque tras sufrir un incendio en 1970, las vigas fueron sustituidas por dos cubiertas superpuestas, sustentadas sobre el estrecho por dos arcos de celosía de acero colocados entre las tres torres de mampostería del antiguo puente, que se han conservado.

## El diseño del puente

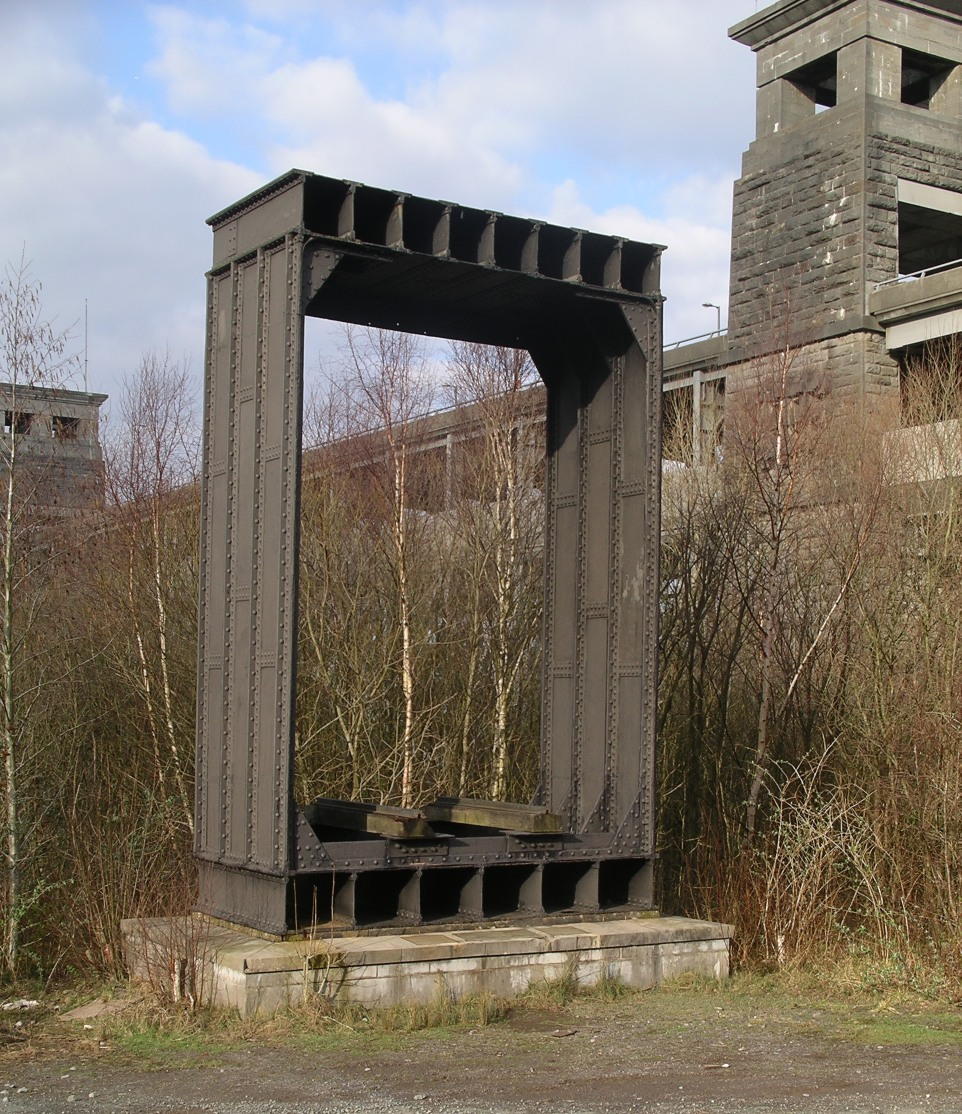
Sección del puente tubular original de hierro forjado, junto al puente moderno

La inauguración del puente colgante de Menai en 1826, a apenas 1,6 km al este de donde se construyó más tarde el puente Britannia, permitió el primer enlace fijo por carretera entre Anglesey y el resto del territorio continental. La popularidad cada vez mayor del tren necesitaba un segundo puente para permitir una conexión ferroviaria directa entre Londres y el puerto de Holyhead, mediante el Ferrocarril de Chester y Holyhead.
Se propusieron otros proyectos ferroviarios, incluyendo uno en 1838 para cruzar el existente Puente de Menai de Thomas Telford. Pero el pionero ferroviario George Stephenson, que fue invitado a analizar esta propuesta, expresó su preocupación acerca de la reutilización del puente colgante. Para el año 1840, un comité del Tesoro aceptó con una amplia mayoría los planteamientos de Stephenson, dando en 1845 el consentimiento final para la construcción de la nueva ruta, incluyendo el puente Britannia. El hijo de Stephenson (Robert) fue elegido como ingeniero jefe.
El diseño requería que el estrecho permaneciera siendo navegable por los barcos de la época, y que el puente fuera suficientemente rígido como para soportar las pesadas cargas asociadas con el ferrocarril. En consecuencia, Stephenson proyectó una estructura con dos vanos principales de 140 m de luz, salvados mediante parejas de vigas cajón de hierro forjado y sección rectangular (cada cajón con una vía en su interior), pesando cada una 1524 toneladas. Las vigas estaban apoyadas sobre pilas de mampostería, estando una de ellas construida sobre el Peñón Britannia. Dos vanos adicionales de 70 m de longitud completaban el puente, formando una viga continua de 461 m de longitud. Los trenes debían de circular por dentro de los tubos. Hasta entonces, el vano de una estructura de hierro forjado más largo había sido de tan solo 9,6 m.
Stephenson requirió los servicios de dos distinguidos ingenieros como asesores: William Fairbairn, un viejo amigo de su padre; y Eaton Hodgkinson, un destacado teórico en el campo de la resistencia de materiales. Hodgkinson opinaba que no sería práctico hacer los tubos lo suficientemente rígidos como para soportar todo el peso del ferrocarril por sí mismos, y lo dotó de un sistema de suspensión auxiliar formado por cadenas. Sin embargo, Fairbairn pensaba que las cadenas eran innecesarias:

Dado que las partes están bien proporcionadas y las chapas adecuadamente remachadas, se deberían quitar las cadenas y dejarlo como un Monumento de utilidad digno de la empresa y de la energía de la era en la que se ha construido.
Provided that the parts are well-proportioned and the plates properly rivetted, you may strip off the chains and have it as a useful Monument of the enterprise and energy of the age in which it was constructed.
William Fairbairn

El consenso de la opinión de los ingenieros recibida estaba con Hodgkinson, pero Stephenson, aunque con cierta inquietud, respaldó el análisis de Fairbairn. El informe de Stephenson llamó la atención sobre la diferencia de opinión entre sus expertos, pero aseguró a los directores que el diseño de los pilares de mampostería permitía que los tubos recibieran el soporte de suspensión en caso de que fuera necesario, y que aún no era preciso considerar la necesidad de emplearlos o no, cuestión que sería resuelta mediante experimentos adicionales.: 35  En consecuencia, se construyó un modelo a escala de un vano principal con una longitud de 75 pies (22,9 m) y se probó en el astillero de Millwall (propiedad de Fairbairn). Este modelo a escala se usó como base para el diseño final. Aunque Stephenson había exigido que los tubos fueran elípticos, se adoptó la sección rectangular preferida de Fairbairn, que era responsable tanto de la construcción celular de la parte superior de los tubos como del refuerzo en desarrollo de los paneles laterales. Cada vano principal pesaba aproximadamente 1830 toneladas.

### Leones
El puente estaba decorado por cuatro leones esculpidos en piedra caliza por John Thomas, dos en cada extremo. Fueron inmortalizados en la siguiente rima galesa del bardo John Evans (1826-1888), que había nacido en la cercana localidad de Porthaethwy:

Cuatro leones gordos
Sin ninguna piel
Dos a este lado
Y dos al otro lado.
Pedwar llew tew
Heb ddim blew
Dau 'rochr yma
A dau 'rochr drew.
John Evans (1826-1888)

Los leones no se pueden ver desde la A55, aunque la idea de alzarlos hasta el nivel de la carretera se ha planteado en algunas ocasiones.

## Construcción y uso

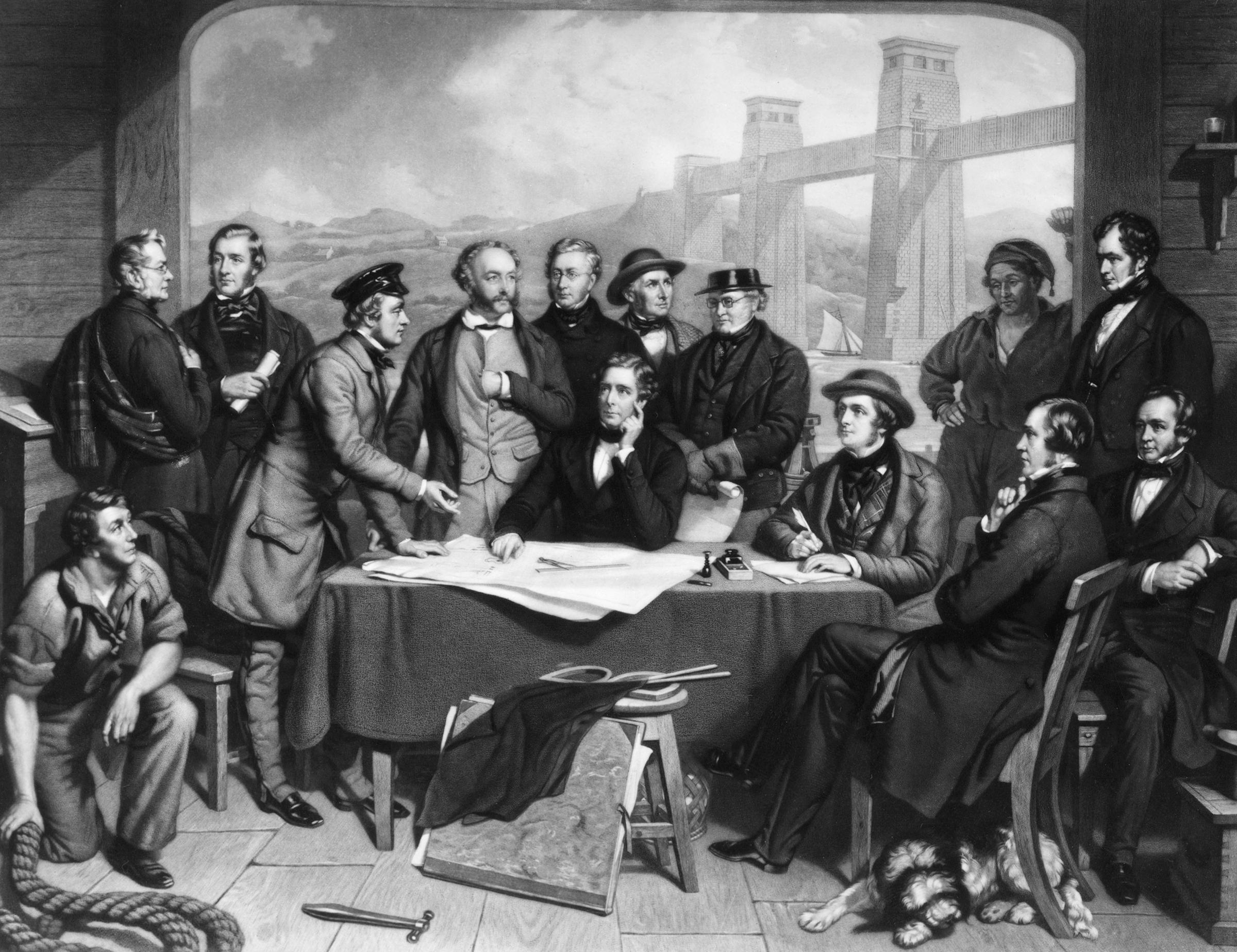
Grabado conmemorativo de los ingenieros detrás del Puente de Britannia, con Robert Stephenson en el centro, publicado en 1868

Comenzado en 1846, el puente fue inaugurado el 5 de marzo de 1850. Esta vez era un puente de nobleza magnánima y singular, superando ampliamente en longitud a las construcciones de fundición contemporáneas o a los puentes de vigas de hierro convencionales. Un aspecto de su método de construcción también era nuevo: las secciones en cajón se montaron en la costa, y luego se transportaron flotando hasta situarlas entre los pilares para ser izadas hasta alcanzar su posición definitiva. Incluso con las cargas de ferrocarril más pesadas que debió soportar en la etapa final de su vida, se convirtió en «uno de los puentes ferroviarios más fácilmente mantenidos y exitosos»[cita requerida] en el Reino Unido, «siendo el primer puente realmente largo de viga cajón de hierro forjado, por lo que posee una relevancia única en la historia de la ingeniería civil».[cita requerida] Stephenson prosiguió proyectando puentes, y poco después diseñó el puente Alto en Newcastle Upon Tyne, que puede verse como una segunda versión más elegante del puente Britannia.

El diseño de este puente y las técnicas de construcción también influyeron en el diseño y construcción del puente Royal Albert sobre el río Tamar en Saltash, obra del ingeniero Isambard Kingdom Brunel.

## Incendio y reconstrucción

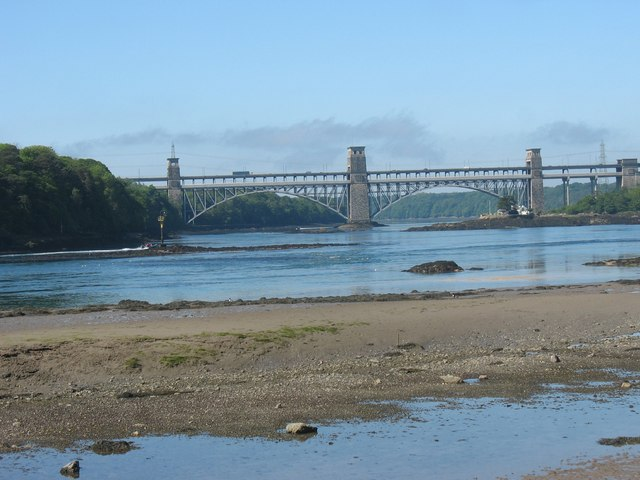
El puente tras su reconstrucción

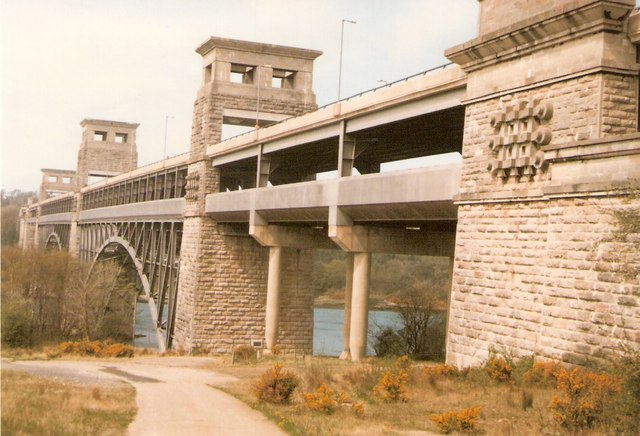
Vista lateral de las dos cubiertas superpuestas

Durante la noche del 23 de mayo de 1970, el puente se vio gravemente dañado cuando a unos chicos que jugaban en el puente se les cayeron antorchas ardiendo, comenzando el incendio. Como resultado final, el puente fue completamente reconstruido y reabierto en 1972, con los dos vanos principales sobre el estrecho de Menai apoyados en dos arcos de celosía metálicos situados entre las torres originales del puente. La cubierta tiene dos niveles: el piso más bajo contiene la vía doble de la línea ferroviaria, y el superior aloja la calzada (con un carril por sentido) de la carretera A55. El nuevo puente fue diseñado por Husband & Co., ahora parte de Mott MacDonald. El Sendero Marítimo de Anglesey pasa por debajo del puente.

## Mejoras propuestas para el puente
En noviembre de 2007 comenzó una consulta pública acerca de la Mejora del Puente Britannia de la A55. Los problemas percibidos declarados incluían:
- Es el único tramo de calzada no desdoblado a lo largo de la A55
- Presenta periodos de máxima congestión durante la mañana y la tarde
- Contribuye a la congestión del tráfico estacional y de ferris desde Holyhead
- Colas de vehículos esperando a cruzar el puente en ambos extremos
- Se espera que el tráfico se incremente significativamente en los próximos 10 años aproximadamente.

En el documento se presentan cuatro opciones, cada una con sus propios beneficios y restricciones:
- No hacer nada. La congestión se incrementará a medida que los niveles de tráfico aumenten.
- Ensanchar el puente existente. Para ello, las torres tendrían que eliminarse para dejar espacio a carriles extra. Este es un tema de discusión dado que el puente es una Estructura Clasificada de Grado II y también porque es propiedad de Network Rail. Los carriles extra tendrían que ser reducidos en anchura, dado que la estructura existente no es capaz de soportar 4 carriles con la anchura habitual.
- Un nuevo puente de viga en cajón de hormigón con múltiples vanos. Construir un puente separado permitiría el uso del puente existente durante su construcción. El puente requeriría pilar(es) de apoyo en el Estrecho de Menai, lo que es un tema de discusión medioambiental, dado que el estrecho es un Área de Especial Conservación. El impacto visual sería bajo, ya que los pilares y la superficie de la carretera estarían alineados con el actual puente.
- Nuevo puente colgante de un solo vano. Esto obviaría la necesidad de pilares en el estrecho, pero el puente resultaría de gran impacto en el paisaje debido a la altura de las torres de soporte para los cables. Esta también es la opción más costosa.

Los encuestados se encontraban abrumadoramente a favor de introducir algunas mejoras, con el 70% que prefería la solución de construir un segundo puente.
El único otro puente tubular de acero de Stephenson, el puente ferroviario de Conwy entre Llandudno y Conwy, permanece en uso, y también puede verse desde el puente colgante de Conwy que cruza el río Conwy, otro de los elegantes puentes de suspensión obra del ingeniero Thomas Telford.